# Leopold Schönfeldt
Leopold (Lewin) Schönfeldt (Leopold Schoenfeldt, ur. 23 kwietnia 1871 w Mitawie, zm. 1932) – łotewski lekarz psychiatra i neurolog.
Studiował w latach 1890–95 na Uniwersytecie w Dorpacie, był asystentem Kraepelina. W 1902 otrzymał tytuł doktora medycyny. Razem z bratem Maxem (Mosesem) prowadził zakład psychiatryczny Atgasen koło Rygi.

## Prace
- Fall von Serratuslähmung post partum. St. Petersburger medicinische Wochenschrift 30, s. 92 (1905)
- Eine Familie von 3 Gliedern, welche an der spastischen Spinalparalyse erkrankte. St. Petersburger medicinische Wochenschrift 31, s. 355 (1906)